# Gyllengumpad blomsterpickare
Gyllengumpad blomsterpickare (Dicaeum annae) är en fågel i familjen blomsterpickare inom ordningen tättingar. Den förekommer i västra Små Sundaöarna i Indonesien. Beståndet anses vara livskraftigt.

## Utseende och läte
Gyllengumpad blomsterpickare är en mycket liten och kortstjärtad tätting med knubbig näbb. Fjäderdräkten är rätt färglös, med olivgrön ovansida och ljus undersida med flankerna anstrykna i grått. Den har även ett vitt mustaschstreck i ansiktet. Hanen uppvisar en gulövergump, vilket honan saknar. Ungfågeln liknar honan, men är mer dämpad undertill och är ljus längst in på näbben. Det ljusa mustaschstrecket och helmörk stjärtundersida skiljer denna art från tjocknäbbad blomsterpickare. Bland lätena hörs en mycket ljus fallande serie och ett mjukare drillande ljud.

## Utbredning och systematik
Gyllengumpad blomsterpickare förekommer enbart på västra Små Sundaöarna i Indonesien. Den delas in i två underarter med följande utbredning:
- Dicaeum annae annae – förekommer på Flores
- Dicaeum annae sumbavense – förekommer på Sumbawa

### Släktestillhörighet
DNA-studier visar att floresblomsterpickare troligen tillhör en klad som står närmare släktet Prionochilus än typarten för Dicaeum. Detta har än så länge inte lett till några taxonomiska förändringar hos de större internationella auktoriteterna.

## Levnadssätt
Gyllengumpad blomsterpickare hittas i skogsområden i lågland eller bergstrakter. Den ses enstaka eller i par, högt uppe i trädkronorna.

## Status och hot
Arten har ett stort utbredningsområde, men tros minska i antal, dock inte tillräckligt kraftigt för att den ska betraktas som hotad. Internationella naturvårdsunionen IUCN listar arten som livskraftig (LC).

## Namn
Fågelns vetenskapliga artnamn hedrar Anna Antoinette Weber van Bosse (1852-1942), tysk botaniker och samlare av specimen i Nederländska Ostindien 1888-1890 samt 1899-1900 tillsammans med sin man Max Carl Wilhelm Weber.